# Stenanthera
Stenanthera es un género de plantas fanerógamas perteneciente a la familia de las anonáceas.

## Taxonomía
El género fue descrito por Robert Brown y publicado en Prodromus Florae Novae Hollandiae 538. 1810. La especie tipo es: Stenanthera pinifolia R.Br.
Cuenta con 15 especies descritas y de estas, 8 son sinónimos y el resto está en disputa.
- Stenanthera brachyloma F.Muell.
- Stenanthera ciliata Lindl.
- Stenanthera conostephioides Sond.
- Stenanthera gabonensis (Engl. & Diels) Engl. & Diels
- Stenanthera pinifolia R.Br.
- Stenanthera squamuligera F.Muell.
- Stenanthera yalensis Hutch. & Dalziel ex G.P.Cooper & Record